# Wacław Przybyła
Wacław Przybyła (ur. 28 marca 1971) – polski skoczek narciarski, reprezentant LKS Skrzyczne Szczyrk, w barwach którego został mistrzem Polski w konkursie drużynowym w 1990, a także LKS Klimczok Bystra. Reprezentant kraju w Pucharze Europy.

## Przebieg kariery
8 lutego 1987 zadebiutował w zawodach Pucharu Europy na obiekcie w węgierskim Mátraháza, gdzie po skokach na 55,5 m i 57,5 m uzyskał najlepsze miejsce w konkursie tego cyklu w całej karierze – czterdzieste trzecie.
Na Mistrzostwach Polski 1988 zajął czwarte miejsce w konkursie drużynowym. Rok później znalazł się w rezerwowej drużynie swojego klubu i ponownie był czwarty. Wystartował w pięciu konkursach Pucharu Europy 1988/1989, nie punktując jednak w żadnym. Najwyższą lokatę (będącą również najlepszym wynikiem w karierze) uzyskał przed własną publicznością w Szczyrku – było to 44. miejsce, po skokach na 61,5 m i 70 m.
17 stycznia 1990 wystąpił w jedynym w karierze konkursie Pucharu Świata, w Zakopanem. Po skoku na 84,5 m zajął 64. pozycję. 6 marca w tym samym mieście na Mistrzostwach Polski 1990 osiągnął największy sukces w karierze, zdobywając złoty medal w konkursie drużyn. Zespół z Szczyrku, w którym oprócz Przybyły wystartowali Robert Witke oraz Andrzej i Zbigniew Malikowie, pokonał drugi WKS Zakopane o 79,5 m. Został powołany na Mistrzostwa Świata Juniorów 1990 odbywające się w Szczyrbskim Jeziorze. Po skokach na 68,5 m i 59,5 m zajął 47. miejsce, najlepsze z Polaków.
Pod koniec grudnia 1990 wystąpił w dwóch konkursach Pucharu Europy jednak zajął bardzo niskie lokaty. Na Mistrzostwach Polski 1991 w Szczyrku LKS nie powtórzył przed własną publicznością sukcesu sprzed roku i zdobył brązowy medal, z Przybyłą w składzie.
We wrześniu 1991 wziął udział w igelitowym Grand Prix Frenštáti pod Radhoštěm, jednak nie uzyskał awansu do konkursu głównego. W styczniu 1992 wystąpił w trzech konkursach Pucharu Europy, w każdym plasując się na niskich pozycjach (najlepszym wynikiem było 59. miejsce w Saalfelden am Steinernen Meer. 31 stycznia ponownie był trzeci w konkursie zespołów mistrzostw Polski.
21 lutego 1993 wystąpił w Pucharze Europy w Szczyrku, gdzie zajął 55. miejsce. 12 marca na Mistrzostwach Polski 1993 zdobył swój czwarty i ostatni medal w tej imprezie. Tym razem reprezentował jednak LKS Klimczok Bystra.

## Mistrzostwa świata juniorów
| Miejsce | Dzień    | Rok  | Miejscowość         | Skocznia  | Punkt K | Konkurs | Skok 1 | Skok 2 | Nota      | Strata   | Zwycięzca    |
| ------- | -------- | ---- | ------------------- | --------- | ------- | ------- | ------ | ------ | --------- | -------- | ------------ |
| 47.     | 29 marca | 1990 | Szczyrbskie Jezioro | MS 1970 B | K-88    | ind.    | 68,5 m | 59,5 m | 128,9 pkt | 88,0 pkt | Heinz Kuttin |

## Puchar Świata

### Miejsca w klasyfikacji generalnej
| Sezon     | Miejsce           |
| --------- | ----------------- |
| 1989/1990 | niesklasyfikowany |

#### Miejsca w poszczególnych konkursach
| Sezon 1989/1990                                                                        |             |             |             |         |         |            |                        |           |               |           |         |          |              |        |           |          |          |       |       |              |           |         |         |         |        |
| Thunder Bay                                                                            | Thunder Bay | Lake Placid | Lake Placid | Sapporo | Sapporo | Oberstdorf | Garmisch-Partenkirchen | Innsbruck | Bischofshofen | Harrachov | Liberec | Zakopane | Sankt Moritz | Gstaad | Engelberg | Predazzo | Predazzo | Lahti | Lahti | Örnsköldsvik | Solleftea | Raufoss | Planica | Planica | punkty |
| -                                                                                      | -           | -           | -           | -       | -       | -          | -                      | -         | -             | -         | -       | 64       | -            | -      | -         | -        | -        | -     | -     | -            | -         | -       | -       | -       | 0      |
| Legenda                                                                                |             |             |             |         |         |            |                        |           |               |           |         |          |              |        |           |          |          |       |       |              |           |         |         |         |        |
| 1 2 3 4-10 11-15 poniżej 15 - - zawodnik nie wystartował lub zajął miejsce poniżej 15. |             |             |             |         |         |            |                        |           |               |           |         |          |              |        |           |          |          |       |       |              |           |         |         |         |        |

## Puchar Europy

### Miejsca w poszczególnych konkursach
| sezon 1986/1987                                                          |                |              |             |                               |                               |            |                               |           |           |           |                  |         |           |                  |            |                     |                     |          |          |             |           |        |        |        |        |        |        |        |        |        |        |        |        |        |        |        |
| Sankt Moritz                                                             | Sankt Aegyd    | Villach      | Planica     | Les Rousses                   | Harrachov                     | Le Brassus | Liberec                       | Willingen | Mátraháza | Willingen | Wörgl            | Travnik | La Molina | Titisee-Neustadt | Schönwald  | Stjoerdal           | Sprova              | Meldal   | Feldberg | Passo Rolle | Feldberg  | punkty | punkty | punkty | punkty | punkty | punkty | punkty | punkty | punkty | punkty | punkty | punkty | punkty | punkty | punkty |
| -                                                                        | -              | -            | -           | -                             | -                             | -          | -                             | -         | 43        | -         | -                | -       | -         | -                | -          | -                   | -                   | -        | -        | -           | -         | 0      | 0      | 0      | 0      | 0      | 0      | 0      | 0      | 0      | 0      | 0      | 0      | 0      | 0      | 0      |
| sezon 1988/1989                                                          |                |              |             |                               |                               |            |                               |           |           |           |                  |         |           |                  |            |                     |                     |          |          |             |           |        |        |        |        |        |        |        |        |        |        |        |        |        |        |        |
| Sankt Moritz                                                             | Sankt Aegyd    | Planica      | La Molina   | Mátraháza                     | Sarajewo                      | Travnik    | Saalfelden am Steinernen Meer | Schönwald | Schönwald | Sprova    | Sprova           | Meldal  | Kuopio    | Szczyrk          | Rovaniemi  | Szczyrbskie Jezioro | Szczyrbskie Jezioro | punkty   | punkty   | punkty      | punkty    | punkty | punkty | punkty | punkty | punkty | punkty | punkty | punkty | punkty | punkty | punkty |        |        |        |        |
| -                                                                        | -              | -            | -           | -                             | 46                            | 46         | -                             | 76        | 73        | -         | -                | -       | -         | 44               | -          | -                   | -                   | 0        | 0        | 0           | 0         | 0      | 0      | 0      | 0      | 0      | 0      | 0      | 0      | 0      | 0      | 0      |        |        |        |        |
| sezon 1990/1991                                                          |                |              |             |                               |                               |            |                               |           |           |           |                  |         |           |                  |            |                     |                     |          |          |             |           |        |        |        |        |        |        |        |        |        |        |        |        |        |        |        |
| Oberwiesenthal                                                           | Chaux-Neuve    | Sankt Moritz | Sankt Aegyd | Saalfelden am Steinernen Meer | Ruhpolding                    | Planica    | Harrachov                     | Liberec   | La Molina | Willingen | Seefeld in Tirol | Gallio  | Neustadt  | Schönwald        | Szczyrk    | Ruka                | Rovaniemi           | punkty   | punkty   | punkty      | punkty    | punkty | punkty | punkty | punkty | punkty | punkty | punkty | punkty | punkty | punkty | punkty |        |        |        |        |
| -                                                                        | -              | 81           | 67          | -                             | -                             | -          | -                             | -         | -         | -         | -                | -       | -         | -                | -          | -                   | -                   | 0        | 0        | 0           | 0         | 0      | 0      | 0      | 0      | 0      | 0      | 0      | 0      | 0      | 0      | 0      |        |        |        |        |
| sezon 1991/1992                                                          |                |              |             |                               |                               |            |                               |           |           |           |                  |         |           |                  |            |                     |                     |          |          |             |           |        |        |        |        |        |        |        |        |        |        |        |        |        |        |        |
| Oberwiesenthal                                                           | Oberhof        | Courchevel   | Sankt Aegyd | Planica                       | Saalfelden am Steinernen Meer | Ruhpolding | Liberec                       | Harrachov | Willingen | Willingen | La Molina        | Szczyrk | Schönwald | Chamonix         | Le Brassus | Sprova              | Meldal              | Feldberg | Feldberg | punkty      | punkty    | punkty | punkty | punkty | punkty | punkty | punkty | punkty | punkty | punkty | punkty | punkty | punkty | punkty |        |        |
| -                                                                        | -              | -            | -           | 80                            | 59                            | 75         | -                             | -         | -         | -         | -                | -       | -         | -                | -          | -                   | -                   | -        | -        | 0           | 0         | 0      | 0      | 0      | 0      | 0      | 0      | 0      | 0      | 0      | 0      | 0      | 0      | 0      |        |        |
| sezon 1992/1993                                                          |                |              |             |                               |                               |            |                               |           |           |           |                  |         |           |                  |            |                     |                     |          |          |             |           |        |        |        |        |        |        |        |        |        |        |        |        |        |        |        |
| Oberwiesenthal                                                           | Oberwiesenthal | Sankt Moritz | Sankt Aegyd | Planica                       | Planica                       | Woergl     | Willingen                     | Willingen | Gallio    | Gallio    | Zakopane         | Szczyrk | Neustadt  | Schönwald        | Chamonix   | Oberhof             | Sprova              | Sprova   | Ruka     | Gallivare   | Gallivare | punkty | punkty | punkty | punkty | punkty | punkty | punkty | punkty | punkty | punkty | punkty | punkty | punkty | punkty | punkty |
| -                                                                        | -              | -            | -           | -                             | -                             | -          | -                             | -         | -         | -         | -                | 55      | -         | -                | -          | -                   | -                   | -        | -        | -           | -         | 0      | 0      | 0      | 0      | 0      | 0      | 0      | 0      | 0      | 0      | 0      | 0      | 0      | 0      | 0      |
| Legenda                                                                  |                |              |             |                               |                               |            |                               |           |           |           |                  |         |           |                  |            |                     |                     |          |          |             |           |        |        |        |        |        |        |        |        |        |        |        |        |        |        |        |
| 1 2 3 4-10 11-15 poniżej 15 - – zawodnik nie wystartował lub brak danych |                |              |             |                               |                               |            |                               |           |           |           |                  |         |           |                  |            |                     |                     |          |          |             |           |        |        |        |        |        |        |        |        |        |        |        |        |        |        |        |

## Mistrzostwa Polski
W indywidualnych konkursach mistrzostw Polski Przybyła nigdy nie uplasował się w pierwszej „szóstce”. W drużynie zajmował następujące pozycje:
- 1988 – 4. miejsce z LKS Skrzyczne Szczyrk[a]
- 1989 – 4. miejsce z LKS Skrzyczne Szczyrk II[b]
- 1990 – złoty medal z LKS Skrzyczne Szczyrk[f]
- 1991 – brązowy medal z LKS Skrzyczne Szczyrk[c]
- 1992 – brązowy medal z LKS Skrzyczne Szczyrk[d]
- 1993 – brązowy medal z LKS Klimczok Bystra[e]